# 山口森久
山口 森久（やまぐち もりひさ、1951年5月10日 - ）は、福岡県出身のサッカー選手、サッカー審判員（主に副審）。長男の山口慶は元プロサッカー選手。

## 経歴
中学・高校時代は学校にサッカー部がなく、京都教育大学のサッカー部で本格的にサッカーを始める。卒業後は京都紫光クラブに入り、日本サッカーリーグ2部(JSL2部)で5年間プレー。紫光クラブでは足の速さを活かして左サイドバックとしてレギュラー起用されたが、試合中に首を痛めて現役引退を余儀なくされる。
引退後は審判員の道に進み、1983年に1級を取得。日本サッカーリーグ時代は主審を務めていた。1992年に国際副審（当時は線審。1996年7月に副審に呼称変更）に登録される。国際主審の候補となるには山口は歳をとりすぎていたため国際副審として登録されたが、それまでに公式戦で副審を務めた経験は殆どなかった。1993年には、日本で開催されたU-17世界選手権、ワールドカップ・アジア最終予選、トヨタカップのサンパウロFC対ACミラン戦で副審を担当。Jリーグにおいては2001年まで副審を務め、1999年と2001年のJリーグアウォーズでその年の優秀副審賞を受賞した。
2009年にJFA1級審判インストラクターを資格取得。日本サッカー協会からシンガポールサッカー協会への派遣という形で、2012年5月から2013年11月までシンガポールで審判インストラクターを務める。
職業は高校教師で、サッカー部の監督も兼務していた。
京都府立城陽高校サッカー部監督として、第73回全国高等学校サッカー選手権に出場している。

## 選手経歴
- 京都教育大学
- 京都紫光サッカークラブ

## 審判実績
| 年      | JSL1部 |
| 年      | 主審   |
| ------- | ------ |
| 1985    | 5      |
| 1986-87 | 3      |
| 1987-88 | 5      |
| 1988-89 | 6      |
| 1989-90 | 3      |
| 1990-91 | 7      |
| 1991-92 | 4      |
| 合計    | 33     |

| 年   | J1   | J1   | J2   | J2   | リーグ杯 | リーグ杯 |
| 年   | 主審 | 副審 | 主審 | 副審 | 主審     | 副審     |
| ---- | ---- | ---- | ---- | ---- | -------- | -------- |
| 1992 | -    | -    | -    | -    | 2        | 2        |
| 1993 | 0    | 9    | -    | -    | 0        | 2        |
| 1994 | 0    | 12   | -    | -    | 0        | 1        |
| 1995 | 0    | 17   | -    | -    | -        | -        |
| 1996 | 0    | 14   | -    | -    | 0        | 7        |
| 1997 | 0    | 12   | -    | -    | 0        | 5        |
| 1998 | 0    | 14   | -    | -    | 0        | 3        |
| 1999 | 0    | 10   | 0    | 3    | 0        | 2        |
| 2000 | 0    | 13   | 0    | 1    | 0        | 1        |
| 2001 | 0    | 15   | 0    | 0    | 0        | 3        |
| 合計 | 0    | 116  | 0    | 4    | 2        | 26       |